# 四渎增二
四渎增二（麒麟座16），又名BD+08 1486，HD 48977、SAO 114388、HR 2494，是麒麟座的一颗恒星，视星等为5.93，位于銀經204.73，銀緯2.82，其B1900.0坐标为赤經6h 41m 5.1s，赤緯+8° 2.82′ 35″。